# William B. Washburn
William Barrett Washburn (31 janvier 1820 - 5 octobre 1887) est un homme politique américain. Il est sénateur du Massachusetts en 1874-1875, puis gouverneur de ce même état de 1872 à 1874.